# Lublinek (osiedle)
Lublinek – osiedle w południowo-zachodniej Łodzi na terenie dawnej dzielnicy Polesie, włączone do Łodzi w 1945. Wyłączony z Łodzi 26 lutego 1954 i włączony do niej ponownie 1 stycznia 1988.

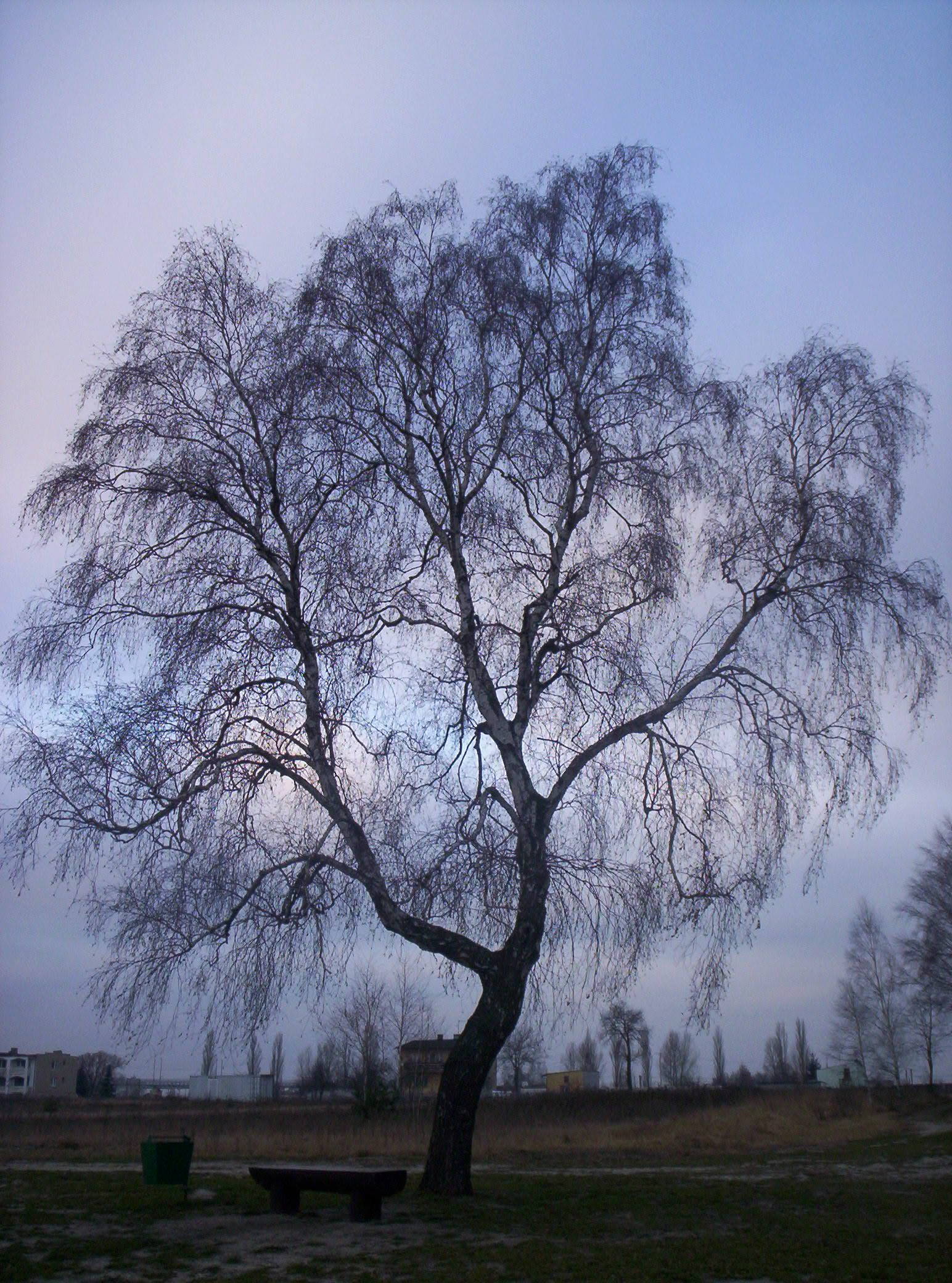
Samotna brzoza na Lublinku, w pobliżu stawu

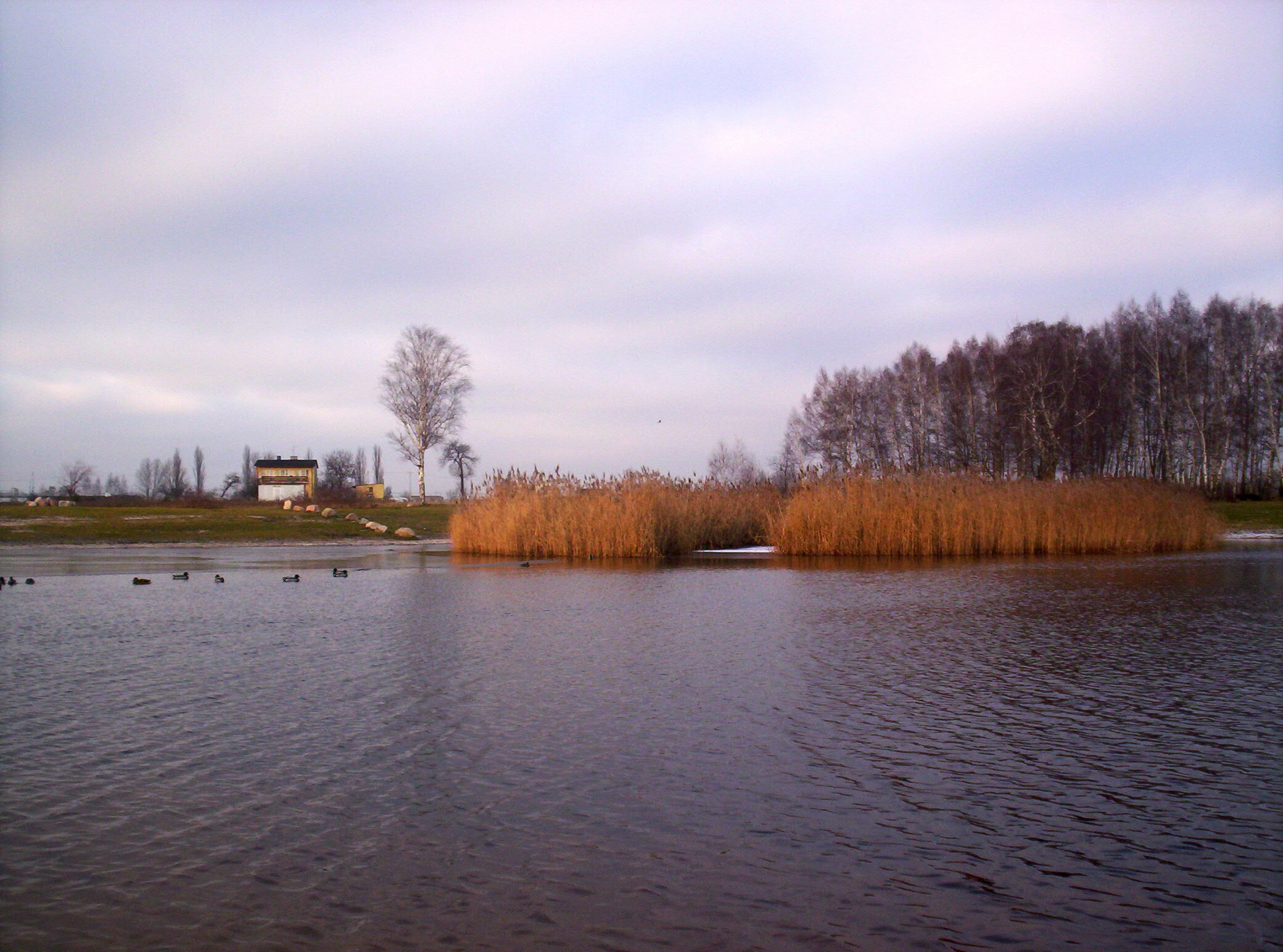
Staw Bielice

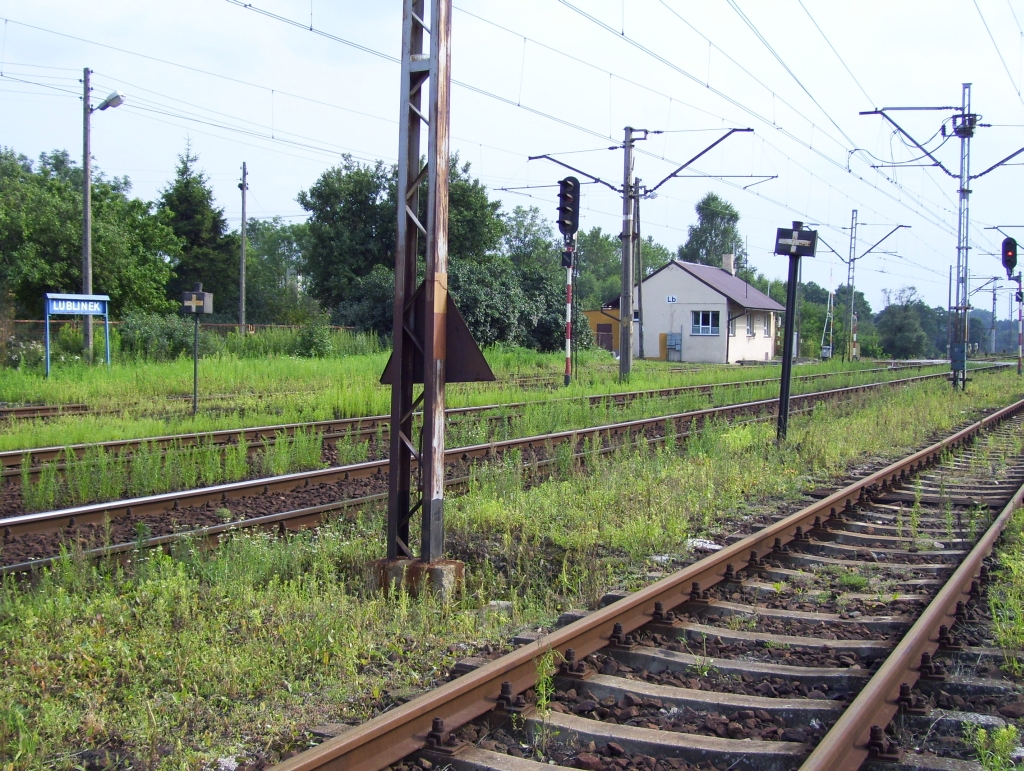
Stacja kolejowa w pobliżu osiedla

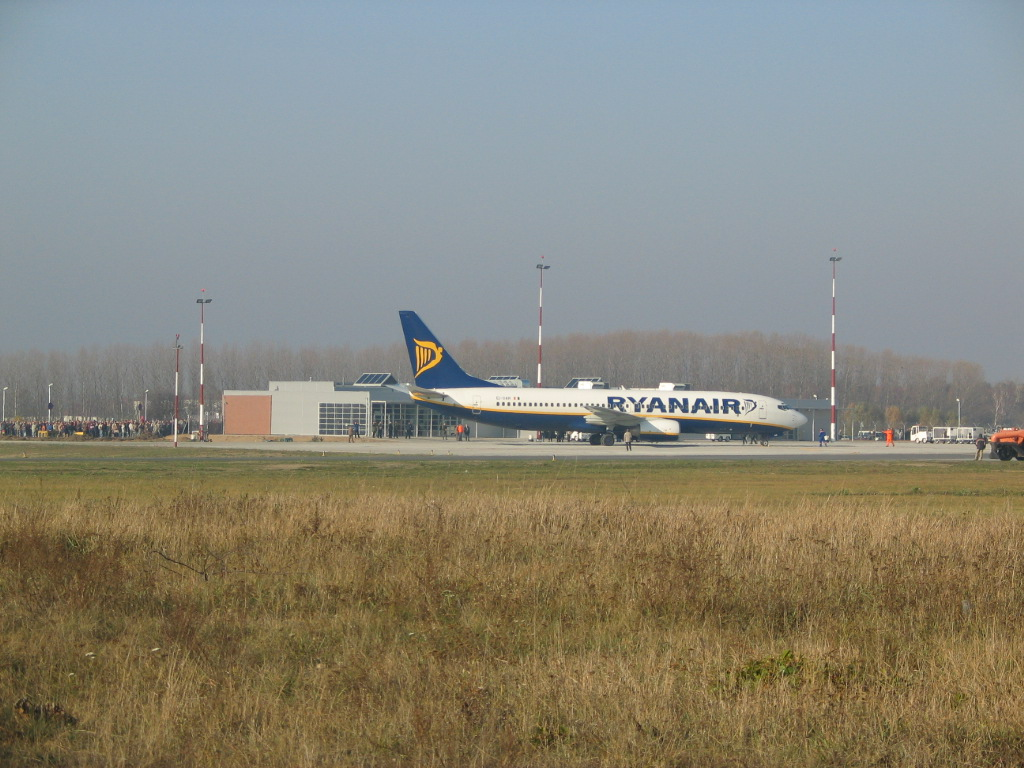
Lotnisko na Lublinku

Administracyjnie Lublinek, wraz z osiedlami Pienista, Nowe Sady i Nowy Józefów tworzy osiedle Lublinek-Pienista. Natomiast łódzki System Informacji Miejskiej, stworzony głównie dla potrzeb oznaczania ulic, uznaje Lublinek za samodzielne osiedle.

## Charakter dzielnicy
Lublinek był podłódzką wsią, której część niedługo po II wojnie światowej włączono w obręb miasta. Pozostałe obszary dzisiejszego Lublinka włączano stopniowo do miasta do lat 80.
Lublinek w dużej mierze zachował swój wiejski charakter. Znajdują się tam liczne pola uprawne (obecnie często nieużytkowane i zarastające młodym lasem), a także łąki i lasy (największym z nich jest las Lublinek zajmujący ok. 90 ha), a część ludności trudni się rolnictwem i hodowlą. Jakkolwiek obszar ten wchodzi w skład 3. co do wielkości miasta w Polsce, nierzadkim widokiem są tam pasące się krowy, a większość ulic nie jest wyasfaltowana.
Domy w tej okolicy to głównie zabudowania jednorodzinne pozostałe z okresu sprzed włączenia osady do miasta, choć coraz liczniej budowane są nowe domy jednorodzinne, a także bloki (przy ulicy Komandorskiej).

## Historia
Osada Lublinek powstała na miejscu lasu biskupiego, stanowiącego część tzw. Klucza Pabianickiego dóbr kapituły biskupiej z Krakowa.
Dobra te zostały w 1796 upaństwowione, zaś w 1841 od rządu Królestwa Polskiego ich część nabył wysoki urzędnik administracji rządowej, Mateusz Eustachy Lubowidzki. Lubowidzcy systematycznie rozprzedawali swoje posiadłości. Las rozdzielający grunty wsi Chocianowice i Łaskowice od gruntów wsi Retkinia nabył w 1869 żydowski spekulant nazwiskiem Lubliner. Dokonał on wycinki najwartościowszego drzewostanu, a wylesiony grunt sprzedał chętnym rolnikom z okolicy. Od jego nazwiska osada zostaje nazwana Lublinkiem.
Około 1880 wieś składała się już z 23 gospodarstw, zamieszkiwanych przez 120 osób stanu włościańskiego.
W 1933 roku w Lublinku wzniesiono pierwszy w Polsce pomnik Żwirki i Wigury.

## Historia administracyjna
Dawniej samodzielna miejscowość. Od 1867 w gminie Widzew w powiecie łaskim. Pod koniec XIX wieku Lublinek liczył 121 mieszkańców. W okresie międzywojennym należał do w woj. łódzkim. W 1921 roku liczba mieszkańców wynosiła 312. 2 października 1933 utworzono gromadę Lublinek w granicach gminy Widzew, składającą się ze wsi Lublinek i osady Chocianowiczki. Podczas II wojny światowej włączone do III Rzeszy.
Po wojnie Lublinek powrócił na krótko do powiatu łaskiego woj. łódzkim, lecz już 13 lutego 1946 włączono go do Łodzi. 
26 lutego 1954 wyłączono go ponownie z Łodzi i włączono go do gminy Ksawerów w powiecie łaskim, gdzie utworzył dziesiątą gromadę.
W związku z reorganizacją administracji wiejskiej jesienią 1954, Lublinek wszedł w skład nowej gromady Łaskowice, a po jej zniesieniu 1 stycznia 1959 – do gromady Ksawerów, którą równocześnie włączono do powiatu łódzkiego w tymże województwie. W 1971 roku ludność wsi wynosiła 508.
Od 1 stycznia 1973 w gminie Ksawerów, w powiecie łódzkim. 2 lipca 1976 gminę Ksawerów zniesiono, a Lublinek włączono do gminy Pabianice. W latach 1975–1987 miejscowość należała administracyjnie do województwa łódzkiego.
1 stycznia 1988 Lublinek (176,85 ha) włączono do Łodzi.

## Okolica
Tereny wokół Lublinka są miejscem rekreacji dla mieszkańców innych części miasta, zwłaszcza nieodległego osiedla Retkinia. Na zachód od osiedla przepływa rzeka Ner. W pobliżu Lublinka przebiega linia kolejowa, na której znajduje się stacja Łódź Lublinek, zaś za lasem Lublinek znajduje się łódzkie lotnisko, do niedawna także noszące nazwę Lublinek. W okolicy znajduje się również węzeł drogowy Łódź-Lublinek, łączący drogę krajową nr 14 z drogą ekspresową S14.

### Lotnisko
Na terenie wsi Lublinek od 1925 działało lotnisko noszące taką samą nazwę. Od lat 50. miało ono charakter w zasadzie wyłącznie sportowy i zarządzał nim Aeroklub Łódzki. Od połowy lat 90. uzyskało ono status portu lotniczego o nazwie Łódź-Lublinek, zaś w 2006 przemianowano je na Port lotniczy Łódź im. Władysława Reymonta.
Teren ten, z racji równej powierzchni i dużego obszaru wykorzystywany był niekiedy do organizowania imprez masowych, spośród których największą była msza święta pod przewodnictwem Jana Pawła II, w czasie pielgrzymki w 1987.